# François-Adolphe d'Anhalt-Bernbourg-Schaumbourg-Hoym
François-Adolphe d'Anhalt-Bernbourg-Schaumbourg-Hoym (Château de Schaumbourg, 7 juillet 1724 – Halle-sur-Saale, 22 avril 1784), est un prince allemand de la Maison d'Ascanie, de la branche d'Anhalt-Bernbourg et du rameau d'Anhalt-Bernbourg-Schaumbourg-Hoym.
Il est le quatrième fils de Victor Ier d'Anhalt-Bernbourg-Schaumbourg-Hoym, et de sa première épouse, Charlotte-Louise d'Isenburg-Büdingen-Birstein, fille de Guillaume Maurice, comte d'Isenburg-Büdingen-Birstein.

## Biographie
La mort de son frère le prince héréditaire Christian, en 1758, fait de François-Adolphe l'héritier présomptif d'Anhalt-Bernbourg-Schaumbourg-Hoym, précédé seulement par son frère aîné et héritier au trône, Charles-Louis d'Anhalt-Bernbourg-Schaumbourg-Hoym. Il conserve sa position en tant qu'héritier présomptif jusqu'à la naissance du premier fils de Charles-Louis, Victor II d'Anhalt-Bernbourg-Schaumbourg-Hoym, en 1767.

## Mariage et descendance
Le 19 octobre 1762, à Nieder-Kaufung, le prince François Adolphe d'Anhalt-Bernbourg-Schaumbourg-Hoym épouse la comtesse Marie Josèphe von Hasslingen (13 septembre 1741 - Halle, 2 décembre 1785), fille du comte Jean Wolfgang von Hasslingen et de la baronne Ernestina von Kottwitz (de). Elle est élevée à titre personnel au rang de comtesse impériale (Reichsgräfin von Hasslingen) par l'empereur du Saint-Empire, ce qui incite les frères de François Adolphe à demander au Conseil aulique une déclaration afin que cette élévation ne soit pas à leur désavantage (4 septembre 1766) ; ils sont cependant déboutés (9 janvier 1767). Le couple a sept enfants, qui sont jugés dynastes avec le titre de prince(sse) d'Anhalt-Bernbourg-Schaumbourg-Hoym:
1. Victor Frédéric (Halle, 28 février 1764 - Halle, 17 octobre 1767).
2. Charlotte Louise (Halle, 20 avril 1766 - Halle, 6 janvier 1776).
3. Frédéric François Christophe (Halle, 1er mai 1769 - Genslack, province de Prusse-Orientale, 19 novembre 1807), marié à Waldau, le 22 juin 1790, à Caroline Amélie Westarp (Brieg, 24 août 1773 - Brieg, 28 juillet 1818)[2] ; elle est anoblie et créée comtesse von Westarp (de) en 1798. L'union est déclarée morganatique ; le couple a quatre enfants qui ont été créées avec leur mère comtes et comtesses von Westarp[3] :
  1. Le comte Louis Frédéric-Victor von Westarp (Leipzig, 18 mai 1791 - Freiwaldau, 7 avril 1850), marié à Potsdam, le 10 février 1822 à Franziska von Lavergne-Peguilhen (Plock, 2 février 1797 - Wiesbaden, 25 novembre 1867). Leurs descendants en ligne masculine perdurent aujourd'hui.
  2. Frédéric Albert von Westarp (Brieg, 17 octobre 1792 - Brieg, 25 octobre 1792).
  3. Marie Caroline Adelheid von Westarp (Wiesbaden, 16 janvier 1795 - Gandau, 1er août 1811).
  4. Charles Victor Adolphe von Westarp (Grebenstein, 6 avril 1796 - Hambourg, 4 mai 1850), marié à Berlin le 23 juin 1822 à la baronne Pauline von Müffling (Erfurt, 17 novembre 1803 - Potsdam, 15 mai 1886). Leurs descendants en ligne masculine perdurent aujourd'hui (dont Kuno von Westarp).
4. Victoria Amélie Ernestine (Halle, 11 février 1772 - Vienne, 17 octobre 1817), épouse en 1re noces le 24 juin 1791, le landgrave Charles de Hesse-Philippsthal (de) (fils du landgrave Guillaume de Hesse-Philippsthal), puis épouse en 2e noces le 16 octobre 1796, le comte Franz Karl Eduard von Wimpffen (de)[4].
5. Adolphe Charles Albert (Halle, 14 juillet 1773 - Halle, 7 février 1776).
6. Léopold Louis (Halle, 8 janvier 1775 - Halle, 28 janvier 1776).
7. Marie Henriette (Halle, 10 février 1779 - Halle, 12 juin 1780).